# Kirivere
Kirivere (oude naam: Kirrefer) is een dorp in de Estlandse gemeente Põhja-Sakala, gelegen in de provincie Viljandimaa.
Tot in oktober 2017 behoorde het dorp tot de gemeente Kõo. In die maand ging Kõo op in de fusiegemeente Põhja-Sakala.

## Bevolking
Het dorp had 55 inwoners op 31 december 2011 en 50 inwoners op 31 december 2021.

## Ligging
Kirivere ligt gesitueerd tussen het vroegere hoofddorp Kõo in het zuiden en het dorp Pilistvere in het noorden. De Tugimaantee 38, de weg van Põltsamaa naar Võhma, loopt voor een deel langs de zuidgrens van het dorp. De rivier Arussaare stroomt door het dorp.